# 東京湾岸警察署
東京湾岸警察署（とうきょうわんがんけいさつしょ、Tokyo Wangan Police Station）は、東京都江東区青海（臨海副都心）にある警視庁の警察署。第一方面本部所属。前身は東京水上警察署。識別章所属表示はMQ。

## 概要
東京23区内の警察署としては最も広い管轄区域を持つ、署員約250人体制の中規模署で、署長は警視。管内には第七方面交通機動隊や警視庁航空隊も所在する。
いわゆる東京港や23区内の航行可能な河川を含む水上部分も管轄しているのが特徴で、2008年まで東京水上警察署の部署だった「舟艇課」を「水上安全課」と改称して引き継いでいる。陸上部は臨海副都心と呼ばれる地域を含んでおり、超高層マンションなどの建設ラッシュによる住民増加が顕著である。
庁舎は旧・東京水上警察署（港区港南五丁目）から海を挟んで約2km南東の江東区青海二丁目 に位置し、地上9階・地下1階・延床面積約1万7,000平方メートルの鉄骨鉄筋コンクリート構造で、開署前月の2008年（平成20年）2月に完成した。総工費は約60億円である。
警視庁管轄の警察署の中では最大の192人を収容出来る大規模な留置場を持ち、一時的に留置人を隔離する「留置保護室」も6室が整備された（通常は1室のみであることが多い）。さらに他署では整備があまり進んでいない女子専用留置場もあることから、他署から女性被疑者が移送されることも多いようである。2009年（平成21年）8月8日、覚せい剤取締法違反で逮捕された酒井法子が留置されたことにより、釈放まで1カ月間は報道されることが多かった。
建物内には独身寮が、屋上には船舶の航行を見張るために東京港全体を見渡すことの出来るガラス張りの監視台が設置されている。加えて、庁舎正面の外壁には発光ダイオードで警視庁のマスコット「ピーポくん」のイラストと「Tokyo Wangan」の青い文字がそれぞれ浮かび上がるなど、観光地ならではの外観も整えられている。ちなみに、ピーポくんが外壁に取り付けられるのは、警視庁の警察署では初めての例であった。
旧・東京水上警察署の庁舎は、東京湾岸警察署開署後「東京湾岸警察署別館」となり、水上安全課が引き続き使用していたが、2012年（平成24年）に建て替えられ、2022年現在は東京湾岸署第五台場交番や警視庁の施設が建っている。

### 名称
2008年の新設にあたり、名称については警視庁がアンケートを行った結果、付近を通っている首都高速湾岸線の認知度が高く、かつ警視庁が用意した複数の案の中で地元住民から圧倒的な支持 があったことなどにより「東京湾岸警察署」に決定した。警視庁では架空の「湾岸警察署」を舞台として、フジテレビ系列にて放送されたテレビドラマ『踊る大捜査線』との関連を否定しているものの、一部のマスコミなどではドラマ内と同じ「湾岸（警察）署」の呼び方が略称および通称として使われることが少なくなく、観光客が庁舎をカメラで撮影するなど台場の新たな観光スポットとして注目を浴びている。

## 交通
- ゆりかもめ 東京国際クルーズターミナル駅から徒歩5分
- りんかい線 東京テレポート駅から徒歩12分

## 施設
- 代用刑事施設（男女。同一建物内に警視庁留置施設東京湾岸分室として併設されている）

## 管轄区域

### 陸上面
特記のない区域は、全て東京水上警察署から移管された区域。
- 港区
  - 台場一・二丁目（全域）
  - 港南五丁目（一・二・三・四丁目は高輪警察署の管轄）

- 品川区
  - 東品川五丁目（一・二・三・四丁目は品川警察署の管轄）
  - 東八潮（全域）
  - 八潮一・二・三丁目（四・五丁目は大井警察署の管轄、湾岸署新設時に移管された）

- 大田区
  - 城南島一・二・三・四・五・六・七丁目（全域）
  - 東海三・四・五・六丁目（一・二丁目は大森警察署の管轄、湾岸署新設時に移管された）
  - 令和島一・二丁目（全域）

- 江東区（青海三・四丁目・有明・東雲・辰巳は深川警察署から、新木場・若洲・夢の島は城東警察署から移管された区域）
  - 青海一・二・三・四丁目（全域）
  - 有明一・二・三・四丁目（全域）
  - 東雲一・二丁目（全域）
  - 辰巳一・二・三丁目（全域）
  - 新木場一・二・三・四丁目（全域）
  - 若洲一・二・三丁目（全域）
  - 夢の島一・二・三丁目（全域）
  - 海の森一・二・三丁目（全域）

- 中央防波堤外側埋立地東部（江東区に帰属、町名未定）

### 水上面
全て東京水上警察署から移管された。
- 京浜港東京区
- 東京都内各河川の一部
  - 隅田川（白鬚橋以南）
  - 荒川（船堀橋以南）
  - 多摩川（大師橋以東）

## 沿革
「台場」などをはじめとする東京湾岸地区の急速な発展に伴い、2005年度の東京都予算案 に「臨港警察署」（仮称）の設置経費が盛り込まれた。この施策については、東京都の治安強化策の一環として2004年（平成16年）2月25日の東京都知事施政方針表明 でも触れられ、当時から「湾岸署」という愛称で呼ばれるのではないかと話題となった。
その後2005年（平成17年）6月に庁舎建設契約が東京都議会で議決され、東京水上警察署を廃して周辺所轄である深川警察署、城東警察署、三田警察署、愛宕警察署、大井警察署、大森警察署、高輪警察署などの管轄を調整・機能強化する形で新設を決定、警視庁では1998年（平成10年）の竹の塚警察署以来、10年ぶりの新設署であった。
- 2004年（平成16年）2月25日 - 東京都知事の石原慎太郎が施政方針演説の中で、2005年度予算に臨海副都心の警察署新設経費を盛り込むことを発表する。
- 2007年（平成19年）
  - 6月27日 - 名称が「東京湾岸警察署」に決定する。
  - 10月5日 - 東京都議会で庁舎建設契約を可決する。
- 2008年（平成20年）
  - 3月18日 - 報道機関向けに庁舎内部が公開される。
  - 3月31日 - 開署・開署式を挙行する。式典には警視総監の矢代隆義や東京都知事の石原慎太郎をはじめ、都や管轄地域の関係者など約230人が出席した。
- 2012年（平成24年）8月17日 - 東京湾岸警察署別館庁舎建替えに伴い、第五台場交番が品川区東品川五丁目8番4号から港区港南五丁目8番36号（東京湾岸警察署別館新庁舎）へ移転する。

## 組織
- 警務課
- 交通課
- 警備課
- 地域課
- 刑事組織犯罪対策課
- 生活安全課
- 水上安全課

## 交番

### 港区
- 第五台場交番（港区港南五丁目8番36号） - 水上署より引き継ぐ
- お台場海浜公園駅前交番（港区台場一丁目5番2号） - 水上署より引き継ぐ

### 大田区
- 大田市場前交番（大田区東海三丁目2番1号） - 水上署より引き継ぐ

### 江東区
- 都橋交番（江東区東雲一丁目7番45号） - 深川署より引き継ぐ
- 辰巳交番（江東区辰巳一丁目9番25号） - 深川署より引き継ぐ
- 新木場駅前交番（江東区新木場一丁目5番11号） - 城東署より引き継ぐ

## 地域安全センター
廃止された交番を活用して、日中は民間人の「安全サポーター」が詰める地域安全活動の拠点である。
- 大井埠頭地域安全センター（品川区八潮三丁目3番9号） - 水上署より引き継ぐ
- 新木場地域安全センター（江東区新木場一丁目12番1号） - 城東署より引き継ぐ

## 水上派出所

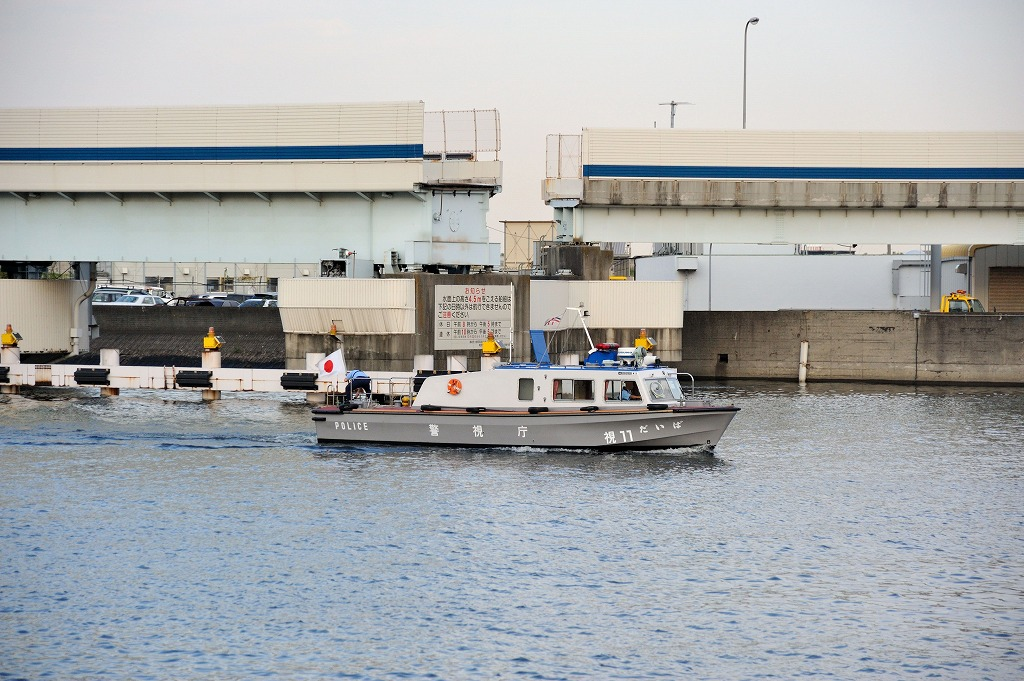
羽田水上派出所の警備艇「だいば」

東京湾岸署は、水上での警察活動の拠点として水上署から引き継がれた水上派出所がある。
- 日の出ふ頭水上派出所（港区海岸二丁目7番68号）
- 隅田川水上派出所（中央区東日本橋二丁目28番2号）
- 羽田水上派出所（大田区羽田空港一丁目13番2号）
- 中川水上派出所（江戸川区船堀二丁目1番4号）
- 豊洲運河水上派出所（江東区豊洲四丁目10番7号）

## 警備艇

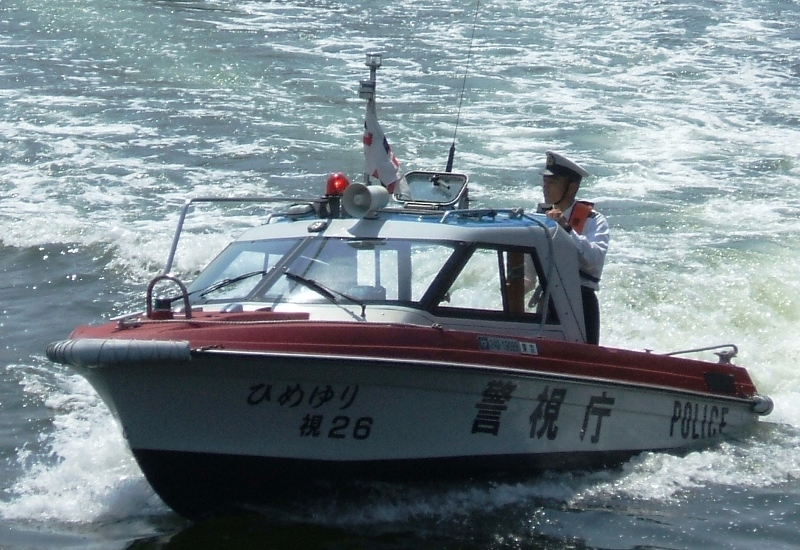
「ひめゆり」

東京湾岸署は水上を担当する「水上安全課」があり、旧東京水上署の舟艇課から警備艇（正式名称は「警察用船舶」）を引き継いだ。現在は25隻の警備艇を保有している。
- 視1 ふじ 20m型
- 視2 あおみ 17m型
- 視4 あさしお 12m型
- 視5 だいば 12m型
- 視6 たかお 12m型
- 視8 つきしま 8m型
- 視9 しおかぜ 12m型
- 視10 ゆりかもめ 8m型
- 視11 すいせん 8m型
- 視12 ひので 12m型
- 視15 わかちどり 8m型
- 視16 はくちょう 8m型
- 視17 らいちょう 8m型
- 視18 いそちどり 8m型
- 視19 みやこどり 8m型
- 視20 はまちどり 8m型
- 視21 すみれ 8m型
- 視22 あじさい 8m型
- 視24 なでしこ 8m型
- 視25 きく 8m型
- 視26 ひめゆり 8m型
- 視27 かわせみ 8m型
- (不明) OP1〜4 8m型 （オリンピック・パラリンピック用）[9]
- (退役) 視2 あづま
- (退役) 視3 たかしお
- (退役) 視5 くろしお
- (退役) 視7 すみだ
- (退役) 視10 はやて
- (退役) 視11 だいば
- (退役) 視13 うみつばめ
- (退役) 視14 ゆりかもめ
- (退役) 視19 わかちどり
- (退役) 視23 すいせん

## 一日署長などの任命
春の交通安全週間の時期に著名人が一日署長などに任命され、広報活動に寄与している。
- 2008年（平成20年）4月6日 - フジテレビ系ドラマ·映画『踊る大捜査線』で署長・神田役を演じている由縁から北村総一朗が一日署長に任命され、春の交通安全週間をテーマとしたパレードなどを実施する。
- 2009年（平成21年）4月4日 - 舘ひろし[注 4]が一日署長に任命され、春の交通安全週間をテーマとしたパレードなどを実施する。
- 2010年（平成22年）4月3日 - フジテレビ系ドラマ·映画『踊る大捜査線』の役柄（「スリーアミーゴス」）に因み、北村総一朗が一日署長に、斉藤暁が一日副署長に、小野武彦が一日刑事課長にそれぞれ任命され、春の交通安全週間をテーマとしたパレードなどを実施する。
- 2013年（平成25年）3月31日 - フジテレビ系ドラマ·映画『踊る大捜査線』で警察庁長官官房審議官・室井慎次役を演じている由縁から柳葉敏郎が一日署長に任命され、春の交通安全週間をテーマとしたパレードなどを実施する。

## 架空の作品との関わりについてのエピソード

### 踊る大捜査線

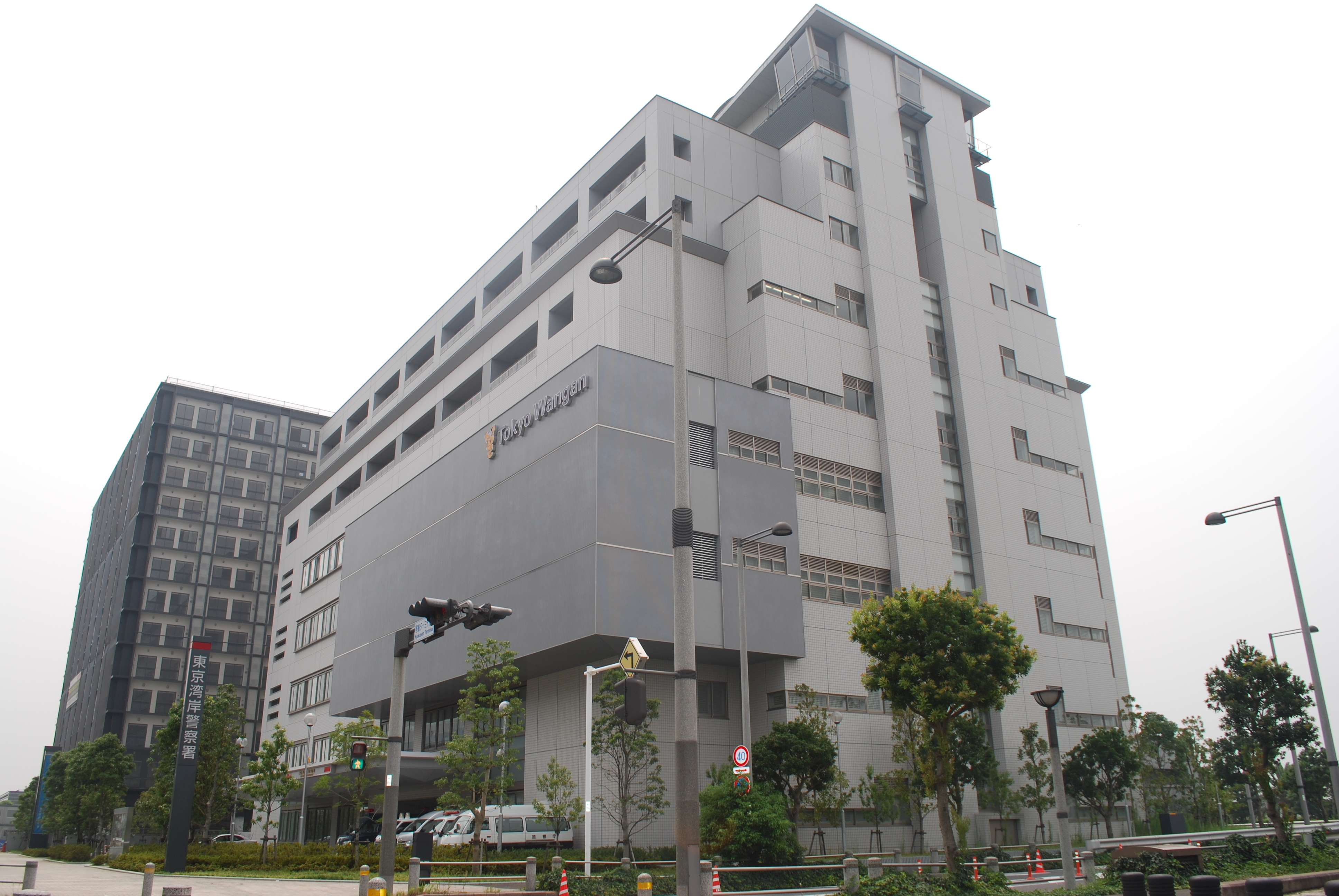
東京湾岸警察署（手前）とthe SOHO（後方）

フジテレビ系ドラマ『踊る大捜査線』の舞台となる、架空の警察署「湾岸署」のイメージが東京湾岸地区に定着していることが、名称決定に影響したとされている。
「踊る大捜査線」シリーズ・エグゼクティブプロデューサーの亀山千広（現BSフジ代表取締役社長）によれば、本署の開署に当たって、警視庁から総務を通して「名前は「東京湾岸署」で行きたいけどどうだろうか」と打診があった。テレビドラマは既に終了していたが、亀山は「僕らは映画（版）を終わらせるつもりはないので、『湾岸署』という名称が使えなくなったら困ります」と返した。2004年に和久平八郎役のいかりや長介が死去してから、亀山ら制作者はもう次回作はないと考えていたが、このやりとりがきっかけで映画の新作を作ることになったという。
2008年3月31日の開署式では「踊る大捜査線」主演の織田裕二から、『「湾岸署」刑事課強行犯係 巡査部長 青島俊作こと、俳優 織田裕二』という名義で祝電が寄せられた。また、祝電と連動する形で映画の続編「踊る大捜査線 THE MOVIE3 ヤツらを解放せよ!」の制作決定を発表した。これは湾岸地区に現実の「（東京）湾岸署」が設置が決定したことがきっかけ（フジテレビ発表）となっており、亀山は「冒頭は新湾岸署への引っ越しシーンから始まる」と発言している。2009年クランクイン、2010年公開。ちなみにエンドロールには東京湾岸署が開署したこと、東京湾岸署が当該映画作品とは関係がない旨の表示がある。劇中での設定も2010年に移転したことになっている。公開翌週の4月6日から始まった全国交通安全運動の際は、同じく神田署長役で出演の北村総一朗が一日署長を務めた。
ドラマにおける湾岸署の外観・エントランスは潮見コヤマビル（後にDSBグループ潮見ビルに改称）、THE MOVIE 3以降のシリーズに出てくる新湾岸署の外観・エントランスは東京湾岸警察署と隣接しているthe SOHOが撮影に使われている。

### 安積班シリーズ
1988年に第1作が発表された今野敏の小説「安積班シリーズ」に登場する架空の警察署「東京湾臨海警察署（ベイエリア分署・湾岸分署）」の所在地は東京都江東区青海2丁目とされ、東京湾岸署の所在地と同じである。
東京湾岸署開署の時期には作中の臨海署も新庁舎に移転し東京水上署を統合するなど中規模署化された設定になっている。
なお、「臨海署」の呼称は実際に名称候補の一つとされていた。